# Broken Train
«Broken Train» — песня американского музыканта Бека. Она была выпущена на его альбоме Midnite Vultures в 1999 году. Песня написана в тональности Ре-бемоль мажор.

## Предыстория
Rolling Stone написал, что песня «открывает детали анархии за пределами привилегированной зоны».

## Изменения названия
Песня первоначально называлась «Out of Kontrol», на промозаписях альбома она даже так указывалась. Во время первого концерта Midnite Vultures 1 ноября 1999 года Бек объяснил, что ему пришлось изменить название песни в последнюю минуту, так как the Chemical Brothers уже использовали его.

## Концертные выступления
Песня была представлена во время тура в поддержку альбома в 1999 году. Тем не менее она не исполнялась вплоть до 20 июня 2003 года, до тура Бека в поддержку альбома Sea Change.
«Broken Train» исполнялась в общей сложности 40 раз.

## Рецензии критиков
Music Times назвал песню шестой самой лучшей песней на альбоме и написал «начинающаяся как механическая, но не в том смысле, что лишённая души, а скорее, потому что на протяжении всей песни мы слышим несложные приёмы без каких-либо неожиданных переходов».